# Herzjolle

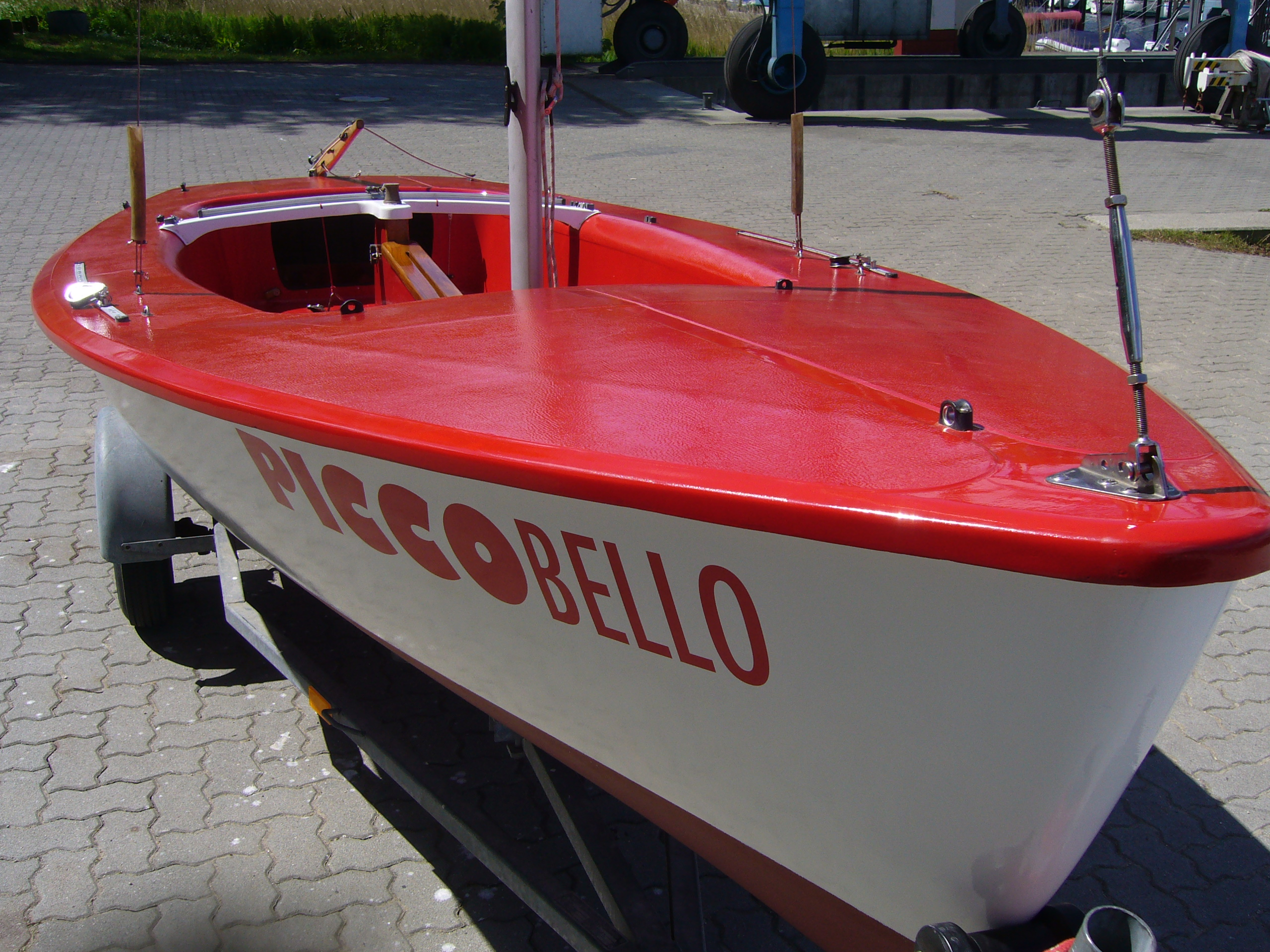
Eine Herzjolle

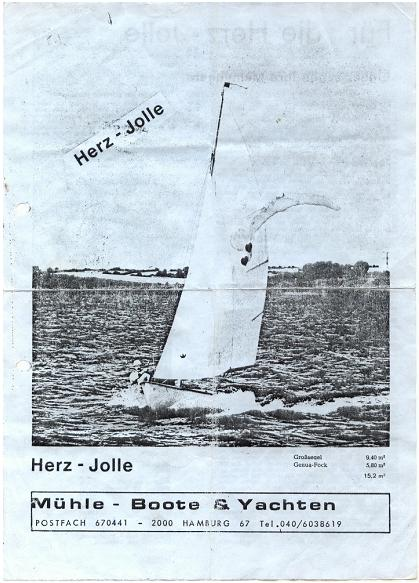
Herzjolle Prospekt Seite 1

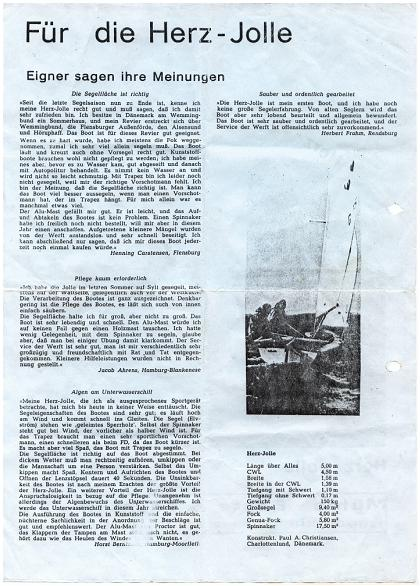
Herzjolle Prospekt Seite 2

Die Herzjollen sind dänische Ein- und Zwei-Mann-Jollen, die für sportliche Regatten gebaut wurden.

## Bauweise
Die Anfang der 1960er Jahre konstruierten Jollen wurden ausschließlich aus GFK hergestellt. Laut Herstellerangaben wurde außer den Segellatten kein Holz an Bord verwendet. Herzjollen sind äußert stabil gebaut. Das Unterwasserschiff hat dank Seitenverstrebungen keine schwache Stelle. Der Kielboden konnte mit einem Schwertkasten ausgestattet werden. Die Plicht wurde unter Einbindung von Ärzten so gebaut, dass keine Druckstellen beim Sitzen auftreten sollten. Herzjollen wurden mit Alu-Masten ausgestattet, die etwa 9 kg wogen.

## Geschichte und Wissenswertes
Konstruiert wurden die Herzjollen von Paul A. Christiansen (Charlottenburg, Dänemark) und gebaut wurden sie von H. N. Skoeth in Apenrade, Dänemark, der sie auf der Hamburger Bootsausstellung 1962 erstmals einem breiteren deutschen Publikum erfolgreich vorstellte. Der hervorspringende Steven gab den Booten ein elegantes Aussehen. Populär waren sie Ende der 1960er/Anfang der 1970er auch in Deutschland.
Es wurde eine Ein-Mann-Jolle (Herz I) und häufiger eine Zwei-Mann-Jolle gebaut. Der Originalname des Zwei-Mann-Bootes lautete „Hjerter To“, zu deutsch „Herz Zwei“, sie wurde aber häufig „Doppel-Herz-Jollen“ genannt. Schon von weitem waren die Jollen gut an den großen, in dem Segeln eingestickten bzw. eingefärbten Herz bzw. den Doppel-Herzen zu erkennen. Die Doppel-Herz-Jollen wurden in Deutschland zu einem Preis von 5.350 D-Mark angeboten und galten als unsinkbar.
Anfang der 1960er Jahre war es noch sehr ungewöhnlich, Jollen aus Kunststoff zu bauen, insofern waren die Herzjollen modern und zukunftsweisend. GFK galt als sehr pflegeleicht und wurde seinerzeit verbreitet nur mit Autopolitur gepflegt. Um die Stabilität der GFK-Boote zu beweisen, hat der Bootsbauer damals schon einen Crashtest durchgeführt, indem er die Herzjolle absichtlich auf den Strand steuerte und diesen 5 Meter herauf gefahren ist, ohne dass die Konstruktion einen Schaden nahm.
Heutzutage (Stand 2010) sind die Herzjollen nahezu ausgestorben (ein Exemplar in Flensburg und eines im Kreis Segeberg bekannt).

## Klassenvereinigung
Auf Beschluss des Dänischen Segler-Verbandes vom 11. November 1961 wurden Herzjollen als nationale Klasse anerkannt.